# Saison 2 de Doc
 (juillet 2023).
La mise en forme du texte ne suit pas les recommandations de Wikipédia : il faut le « wikifier ».
Les points d'amélioration suivants sont les cas les plus fréquents. Le détail des points à revoir est peut-être précisé sur la page de discussion.
- Les titres sont pré-formatés par le logiciel. Ils ne sont ni en capitales, ni en gras.
- Le texte ne doit pas être écrit en capitales (les noms de famille non plus), ni en gras, ni en italique, ni en « petit »…
- Le gras n'est utilisé que pour surligner le titre de l'article dans l'introduction, une seule fois.
- L'italique est rarement utilisé : mots en langue étrangère, titres d'œuvres, noms de bateaux, etc.
- Les citations ne sont pas en italique mais en corps de texte normal. Elles sont entourées par des guillemets français : « et ».
- Les listes à puces sont à éviter, des paragraphes rédigés étant largement préférés. Les tableaux sont à réserver à la présentation de données structurées (résultats, etc.).
- Les appels de note de bas de page (petits chiffres en exposant, introduits par l'outil «  Source ») sont à placer entre la fin de phrase et le point final[comme ça].
- Les liens internes (vers d'autres articles de Wikipédia) sont à choisir avec parcimonie. Créez des liens vers des articles approfondissant le sujet. Les termes génériques sans rapport avec le sujet sont à éviter, ainsi que les répétitions de liens vers un même terme.
- Les liens externes sont à placer uniquement dans une section « Liens externes », à la fin de l'article. Ces liens sont à choisir avec parcimonie suivant les règles définies. Si un lien sert de source à l'article, son insertion dans le texte est à faire par les notes de bas de page.
- La présentation des références doit suivre les conventions bibliographiques. Il est recommandé d'utiliser les modèles {{Ouvrage}}, {{Chapitre}}, {{Article}}, {{Lien web}} et/ou {{Bibliographie}}. Le mode d'édition visuel peut mettre en forme automatiquement les références.
- Insérer une infobox (cadre d'informations à droite) n'est pas obligatoire pour parachever la mise en page.

Pour une aide détaillée, merci de consulter Aide:Wikification.
Si vous pensez que ces points ont été résolus, vous pouvez retirer ce bandeau et améliorer la mise en forme d'un autre article.
 (mai 2024).
Si vous disposez d'ouvrages ou d'articles de référence ou si vous connaissez des sites web de qualité traitant du thème abordé ici, merci de compléter l'article en donnant les références utiles à sa vérifiabilité et en les liant à la section « Notes et références ».
Chronologie
Saison 1 Saison 3
Cette page présente les épisodes de la deuxième saison de la série télévisée italienne Doc.

## Distribution

### Acteurs principaux
- Luca Argentero (VF : Jean-Pierre Michaël) : Andrea Fanti, professeur, chef de médecine interne
- Matilde Gioli (VF : Victoria Grosbois) : Julia Giordano, médecin, assistante et ancienne liaison amoureuse d'Andrea
- Pierpaolo Spollon (it) (VF : Alexis Gilot) : Riccardo Bonvegna, interne
- Sara Lazzaro (it) (VF : Josy Bernard) : Agnès Tibère Tiberi, médecin, directrice de l'hôpital et ex-femme d'Andrea
- Gianmarco Saurino (it) (VF : Jim Redler) : Lorenzo Lazzarini, médecin
- Simona Tabasco (VF : Noémie Bianco) : Elisa Russo, interne
- Alberto Boubakar Malanchino (VF : Mike Fédée) : Gabriel Kidane, interne
- Silvia Mazzieri (en) (VF : Sarah Barzyk) : Alba Patrizi, interne
- Beatrice Grannò (it) (VF : Pauline Ziadé) : Caroline Fanti, fille d'Andrea, interne
- Elisa Di Eusanio (VF : Delphine Braillon) : Teresa Maraldi, infirmière en chef du département de médecine interne
- Giovanni Scifoni (it) (VF : Jean-Philippe Puymartin) : Enrico Sandri, neuropsychiatre, meilleur ami d'Andrea
- Alice Arcuri (VF : Ingrid Donnadieu) : Cecilia Tedeschi, virologue, nouvelle cheffe de médecine interne, ancienne amie d'Andrea
- Marco Rossetti (it) (VF : Mario Bastelica) : Damien Cesconi, médecin
- Gaetano Bruno (VF : Jérôme Cachon) : Édouard Valenti, chirurgien, chef de chirurgie après la mort du Dr Martel

### Acteurs secondaires
- Simone Gandolfo (it) (VF : Jean-Baptiste Marcenac) : David, compagnon d'Agnès
- Pia Lanciotti (VF : Véronique Augereau) : Sabrina Martel, chirurgienne, cheffe de chirurgie, décède du COVID-19, mère d'Alba
- Giusy Buscemi (VF : Jean-Baptiste Marcenac) : Lucie Ferrari, psychologue
- Massimo Rigo (VF : Charles Uguen) : Umberto Caruso, directeur de l'hôpital
- Lorenzo Frediani : Maxime Gentile, prêtre, ami d'Elisa
- Virginia Bernardini (VF : Mathilda Dieutre) : Zoé, infirmière

## Liste des épisodes

### Épisode 1:Une autre vie
- Italie : 13 janvier 2022 sur Rai 1
- France : 1er juin 2022 sur TF1

### Épisode 2:L'ennemi silencieux
- Italie : 13 janvier 2022 sur Rai 1
- France : 1er juin 2022 sur TF1

### Épisode 3:Chercher l'erreur
- Italie : 20 janvier 2022 sur Rai 1
- France : 8 juin 2022 sur TF1

### Épisode 4:Le jeune espoir
- Italie : 20 janvier 2022 sur Rai 1
- France : 8 juin 2022 sur TF1

### Épisode 5:Besoin d'attention
- Italie : 27 janvier 2022 sur Rai 1
- France : 15 juin 2022 sur TF1

### Épisode 6:Le goût de vivre
- Italie : 27 janvier 2022 sur Rai 1
- France : 15 juin 2022 sur TF1

### Épisode 7:Un passé trop présent
- Italie : 10 février 2022 sur Rai 1
- France : 22 juin 2022 sur TF1

### Épisode 8:Chien bleu
- Italie : 10 février 2022 sur Rai 1
- France : 22 juin 2022 sur TF1

### Épisode 9:Un secret encombrant
- Italie : 17 février 2022 sur Rai 1
- France : 29 juin 2022 sur TF1

### Épisode 10:Solidarité paternelle
- Italie : 17 février 2022 sur Rai 1
- France : 29 juin 2022 sur TF1

### Épisode 11:Des raisons d'espérer
- Italie : 3 mars 2022 sur Rai 1
- France : 6 juillet 2022 sur TF1

- La diffusion de cet épisode en Italie a été reportée en raison de la situation en Ukraine.

### Épisode 12:Le coup de la panne
- Italie : 3 mars 2022 sur Rai 1
- France : 6 juillet 2022 sur TF1

### Épisode 13:Le mur du silence
- Italie : 10 mars 2022 sur Rai 1
- France : 13 juillet 2022 sur TF1

### Épisode 14:Des mots pour le dire
- Italie : 10 mars 2022 sur Rai 1
- France : 13 juillet 2022 sur TF1

### Épisode 15:L’heure de vérité
- Italie : 17 mars 2022 sur Rai 1
- France : 20 juillet 2022 sur TF1

### Épisode 16:Se relever ensemble
- Italie : 17 mars 2022 sur Rai 1
- France : 20 juillet 2022 sur TF1

## Audiences

### En France
| Épisode | Diffusion       | Diffusion                 | Audience moyenne                       | Audience moyenne | Réf.  |
| Épisode | Date            | Nombre de téléspectateurs | Part de marché (sur les 4 ans et plus) | Classement       | Réf.  |
| ------- | --------------- | ------------------------- | -------------------------------------- | ---------------- | ----- |
| 1       | 1er juin 2022   | 3 060 000                 | 14,7 %                                 | 1er              | [ 1 ] |
| 2       | 1er juin 2022   | 2 600 000                 | 16,1 %                                 | 1er              | [ 1 ] |
| 3       | 8 juin 2022     | 2 880 000                 | 14,2 %                                 | 1er              | [ 2 ] |
| 4       | 8 juin 2022     | 2 430 000                 | 15,8 %                                 | 2e               | [ 2 ] |
| 5       | 15 juin 2022    | 2 520 000                 | 12,8 %                                 | 2e               | [ 3 ] |
| 6       | 15 juin 2022    | 2 120 000                 | 13,7 %                                 | 3e               | [ 3 ] |
| 7       | 22 juin 2022    | 3 010 000                 | 15,2 %                                 | 1er              | [ 4 ] |
| 8       | 22 juin 2022    | 2 240 000                 | 15,4 %                                 | 3e               | [ 4 ] |
| 9       | 29 juin 2022    | 2 730 000                 | 14,1 %                                 | 2e               | [ 5 ] |
| 10      | 29 juin 2022    | 2 450 000                 | 15 %                                   | 2e               | [ 5 ] |
| 11      | 6 juillet 2022  | 2 390 000                 | 12,6 %                                 | 2e               | [ 6 ] |
| 12      | 6 juillet 2022  | 1 990 000                 | 13,2 %                                 | 2e               | [ 6 ] |
| 13      | 13 juillet 2022 | 1 920 000                 | 12,1 %                                 | 2e               | [ 7 ] |
| 14      | 13 juillet 2022 | 1 540 000                 | 12,2 %                                 | 3e               | [ 7 ] |
| 15      | 20 juillet 2022 | 2 220 000                 | 12 %                                   | 2e               | [ 8 ] |
| 16      | 20 juillet 2022 | 1 920 000                 | 13,4 %                                 | 3e               | [ 8 ] |